# Sigmodon hispidus
Sigmodon hispidus és una espècie de mamífer rosegador americà l'àrea del qual de distribució s'estén des dels estats meridionals dels Estats Units fins a Colòmbia i Veneçuela a través de tota Centreamèrica.